# Maximilian 1. Joseph af Bayern
Maximilian 1. Joseph (27. maj 1756 – 13. oktober 1825) var hertug af Pfalz-Zweibrücken fra 1795 til 1799, kurfyrste af Pfalz fra 1799 til 1803 og kurfyrste af Bayern (som Maximilian 4. Joseph) fra 1799 til 1805 og konge af Bayern fra 1806 til 1825.

## Forfædre
Kong Maximilian 1. Joseph af Bayern nedstammede fra pfalzgreverne ved Rhinen, og han var tæt beslægtet med kurfyrsterne af Pfalz. 
Maximilian 1. Joseph var sønnesøn af pfalzgreve Christian 3. af Pfalz-Zweibrücken og pfalzgrevinde Karoline af Nassau-Saarbrücken samt dattersøn af arveprins og pfalzgreve Joseph Karl af Pfalz-Sulzbach  og arveprinsesse og pfalzgrevinde Elisabeth Auguste Sofie af Pfalz–Neuburg (en datter af kurfyrste Karl 3. Filip af Pfalz).
Han var søn  af pfalzgreve Frederik Michael af Zweibrücken-Birkenfeld og pfalzgrevinde Maria Franziska af Pfalz-Sulzbach.